# Christen Christensen (varvsägare)

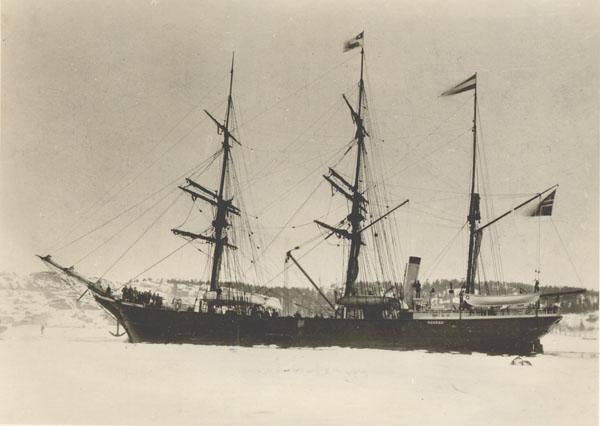
Jason i Antarktis

Christen Christensen, född 1845, död 1923, var en norsk företagare.
Christen Christensen var son till skeppsredaren och varvsägaren Søren Lorentz Christensen (1810–1862) och Othilie Juliane Kruge (1820–1903). Han utbildade sig på en handelsakademi i Köpenhamn och arbetade därefter i faderns företag. Han övertog 1868 sin fars skeppsvarv Rødtangen i Sandefjord. Han köpte flera varv i regionen och slog 1878 samman varven till Framnæs Mekaniske Værksted. På 1880-talet började han som redare för sälfångstfartyg. 
Åren 1892–1894 sände han Jason från Sandefjord under ledning av Carl Anton Larsen för att kartlägga säl- och valförekomsterna vid de västantarktiska öarna. 
År 1904, efter en valfångstkris i Finnmark, byggde han om ångfartyget Admiralen till världens första flytande valkokeri och sände den 1905 tillsammans med två valfångstbåtar till Antarktis. Därmed inleddes norsk valfångst där. År 1913 byggde han den första fabriken i Norge för härdning av valolja. 
Han gifte sig 1869 med Augusta Frederikke Christensen (1851–1888). Han var far till Lars Christensen (1884–1965).